# ISO 3166-2:UA
ISO 3166-2:UA — стандарт Міжнародної організації зі стандартизації, для позначення геокодів. Є частиною стандарту ISO 3166-2, що належать Україні. Стандарт охоплює двадцять чотири області, одну автономну республіку та два міста республіканського значення.

## Загальні відомості
Кожен геокод складається з двох частин: коду Alpha2 за стандартом ISO 3166-1 для України — UA та додаткового двосимвольного коду регіону, записаних через дефіс. Додатковий код утворений двосимвольним числом. Геокоди адміністративних одиниць є підмножиною коду домену верхнього рівня — UA, присвоєного Україні відповідно до стандартів ISO 3166-1.
Коди ISO в більшості випадків збігаються з КОАТУУ за винятком:
- АР Крим використовує 43 (код КОАТУУ — 01)
- Луганська область використовує 09 (код КОАТУУ — 44)
- Чернівецька область використовує 77 (код КОАТУУ — 73)
- місто Київ використовує 30 (код КОАТУУ — 80)
- місто Севастополь використовує 40 (код КОАТУУ — 85)

## Геокоди України
Геокоди 1-ї автономної республіки, 24-х областей та 2-х міст адміністративно-територіального устрою України.
| Геокод | Адміністративна одиниця   | Статус     |
| ------ | ------------------------- | ---------- |
| UA-05  | Вінницька область         | область    |
| UA-07  | Волинська область         | область    |
| UA-09  | Луганська область         | область    |
| UA-12  | Дніпропетровська область  | область    |
| UA-14  | Донецька область          | область    |
| UA-18  | Житомирська область       | область    |
| UA-21  | Закарпатська область      | область    |
| UA-23  | Запорізька область        | область    |
| UA-26  | Івано-Франківська область | область    |
| UA-30  | Київ                      | місто      |
| UA-32  | Київська область          | область    |
| UA-35  | Кіровоградська область    | область    |
| UA-40  | Севастополь               | місто      |
| UA-43  | Автономна Республіка Крим | республіка |
| UA-46  | Львівська область         | область    |
| UA-48  | Миколаївська область      | область    |
| UA-51  | Одеська область           | область    |
| UA-53  | Полтавська область        | область    |
| UA-56  | Рівненська область        | область    |
| UA-59  | Сумська область           | область    |
| UA-61  | Тернопільська область     | область    |
| UA-63  | Харківська область        | область    |
| UA-65  | Херсонська область        | область    |
| UA-68  | Хмельницька область       | область    |
| UA-71  | Черкаська область         | область    |
| UA-74  | Чернігівська область      | область    |
| UA-77  | Чернівецька область       | область    |

## Геокоди прикордонних для України держав
- Білорусь — ISO 3166-2:BY (на півночі),
- Росія — ISO 3166-2:RU (на північному сході та сході),
- Грузія — ISO 3166-2:GE (на південному сході, морський кордон),
- Туреччина — ISO 3166-2:TR (на півдні, морський кордон),
- Болгарія — ISO 3166-2:BG (на південному заході, морський кордон),
- Румунія — ISO 3166-2:RO (на південному заході),
- Молдова — ISO 3166-2:MD (на південному заході),
- Угорщина — ISO 3166-2:HU (на заході),
- Словаччина — ISO 3166-2:SK (на заході),
- Польща — ISO 3166-2:PL (на заході).